# Воротынский, Владимир Иванович
Владимир Иванович Воротынский (умер 27 сентября 1553) — верховский удельный князь, московский воевода и боярин (1550), член Избранной рады.
Рюрикович в XX колене. Старший сын боярина князя Ивана Михайловича Воротынского (умер в 1535) и Анастасии Ивановны Захарьиной. Имел двух младших братьев Михаила (умер в 1573) и Александра (умер в 1564/1565).

## Биография
В декабре 1533 года после смерти великого князя московского Василия III Ивановича регентшей в Русском государстве при его трехлетнем сыне Иване IV стала вдовствующая великая княгиня Елена Васильевна Глинская. Некоторые видные московские воеводы и князья, недовольные её правлением, бежали из Серпухова в литовские владения, где поступили на службу к Сигизмунду Ягеллону.
Князь Иван Михайлович Воротынский, вступивший в тайные переговоры с великим князем литовским и королём польским Сигизмундом Казимировичем, в 1434 году выехал из Москвы в свою удельную столицу Одоев, намереваясь перейти вместе со своим наследственным владением (Новосильско-Одоевским княжеством) в литовское подданство. Однако власти успели арестовать его и трех его сыновей: Владимира, Михаила и Александра. Причём старший сын Владимир был подвергнут торговой казни. Его вывели на площадь и избили батогами. Лишенный всех владений и должностей, князь Иван Михайлович отправлен в ссылку на Белоозеро. Его сыновья также были заключены в темницу. Позднее они были освобождены из заключения и получили назад своё удельное Новосильско-Одоевское княжество.
Владимир участвовал в многочисленных боях с крымскими и казанскими татарами. Летом 1541 года крымский хан Сахиб I Герай с большим татарским войском вторгся в южные русские владения. 28 июля крымскотатарская орда осадила крепость Зарайск, но местный гарнизон под командованием воеводы Назара Глебова отразил все вражеские приступы. Потерпев неудачу под Зарайском, крымский хан разорил окрестности и двинулся дальше, к берегам Оки. 30 июля крымские татары подошли к Оке «против Ростиславля» и попытались переправиться на другой берег реки. Однако русские полки, получив подкрепление, вынудили татар отступить на старые позиции. 31 июля крымский хан отступил от Оки и двинулся на город Пронск. 3 августа орда осадила Пронск, но местный гарнизон под предводительством воевод Василия Жулебина и Александра Кобякова отразил все приступы. 4 августа при приближении русской рати крымский хан Сахиб Герай прекратил осаду Пронска и стал поспешно отступать в степи. В погоню за отступающей ордой были отправлены воеводы князья Юрий Андреевич Оболенский-Пенинский и Василий Семёнович Мезецкий с конными дружинами. Но Сахиб Герай успел переправиться через Дон до подхода больших московских воевод. Во время отступления крымского хана на юг его старший сын калга Эмин Герай, отделившись от главных сил, стал разорять одоевские места. Князь Владимир Иванович со своими братьями Михаилом и Александром и удельной дружиной выступил из Одоева против татарского отряда, разгромил его, взял и отправил 45 пленных татар в Москву.
Зимой 1547—1548 годов Владимир участвовал в первом походе царя Ивана Васильевича на Казанское ханство. В конце 1547 года он командовал большим полком в рати касимовского царя Шигалея, выступившего из Мещеры на Казань. Сам царь остался в Нижнем Новгороде, а главные воеводы с войском двинулись на Казань, но из-за отсутствия осадной артиллерии не смогли взять крепость и после семидневной осады отступили.
Осенью 1549 года Владимир принимал участие во втором зимнем походе царя на Казань. По царскому приказу русские войска были собраны в Суздале, Шуе, Муроме, Костроме, Ярославле, Юрьеве и Ростове. В ноябре сам царь выехал из Москвы, чтобы возглавить русскую рать. Соединившись в Нижнем Новгороде, русские полки под предводительством царя выступили в поход и в феврале 1550 года осадили Казань. Во время похода и осады Казани Владимир был вторым воеводой большого полка. Но взять Казань штурмом удалось, в результате чего армия была вынуждена отступить назад.
Весной 1551 года Владимир был 2-м воеводой большого полка в Коломне, защищая южные русские границы от крымскотатарских набегов.
В июне-октябре 1552 года во время третьего похода царя на Казанское ханство и взятия русской армией Казани первый воевода царского полка.
В марте 1553 года во время болезни царя Ивана IV Грозного князь Владимир Иванович Воротынский принадлежал к числу сторонников малолетнего царевича Дмитрия. По поручению царя руководил церемонией присяги царевичу Дмитрию в Боярской думе и добился повиновения от всех сторонников удельного князя Владимира Андреевича Старицкого, претендента на трон и двоюродного брата Ивана Грозного.
По одним источникам Владимир умер 27 сентября 1553 года, по другим — 1558 года. Похоронен в Кирилло-Белозерском монастыре, над его могилой воздвигнута церковь. Вдова постриглась в монахини под именем Александры.

## Семья
Жена: Мария Фёдоровна Оболенская (умерла 25 декабря 1588), дочь князя Фёдора Васильевича Лопаты-Телепнева-Оболенского, от брака с которой имел 2 дочерей:
- Анастасия Владимировна (упомянута 1544) — жена Ивана Фёдоровича Мстиславского.
- Мария Владимировна[2].